# Phytoseius moderatus
Phytoseius moderatus är en spindeldjursart som beskrevs av Wainstein och Beglyarov 1972. Phytoseius moderatus ingår i släktet Phytoseius och familjen Phytoseiidae. Inga underarter finns listade i Catalogue of Life.